# Tân Can
Tân Can (chữ Hán giản thể: 新干县, âm Hán Việt: Tân Can huyện) là một huyện thuộc địa cấp thị Cát An, tỉnh Giang Tây, Cộng hòa Nhân dân Trung Hoa. Huyện này có diện tích 1248 ki-lô-mét vuông, dân số 305.000 người. Mã số bưu chính là 331300. Chính quyền huyện đóng ở trấn Kim Xuyên. 

## Hành chính
Tân Can được chia ra làm 14 đơn vị hành chính cấp hương, gồm 1 nhai đạo, 7 trấn và 6 hương. Ngoài ra huyện này còn quản lí 3 đơn vị tương đương cấp hương khác
- Nhai đạo: Dương Phong (洋峰街道)
- Trấn: Kim Xuyên (金川镇), Tam Hồ (三湖镇), Đại Dương Châu (大洋洲镇), Thất Cầm (七琴镇), Mạch Tà (麦㙦镇), Giới Phụ (界埠镇), Lật Giang (溧江镇)
- Hương: Đào Khê (桃溪乡), Thành Thượng (城上乡), Đàm Khâu (潭丘乡), Thần Chính Kiều (神政桥乡), Nghi Giang (沂江乡), Hà Phố (荷浦乡)

Đơn vị ngang cấp hương khác
- Khu công nghiệp Tân Can (新干工业园区)
- Đại đội địa chất (地质大队)
- Lâm trường Lê Sơn (黎山林场)